# 다올투자증권
다올투자증권(-投資證券, Daol Investment & Securities)은 대한민국의 증권사이다. 2022년 3월 24일 KTB투자증권에서 다올투자증권으로 사명을 변경하였다.

## 다올프라이빗에쿼티
KTB투자증권의 프라이빗에쿼티 본부로 시작하였으며 KTB PE로 불리다가 2022년 다올프라이빗에쿼티(PE)로 사명을 변경하였다.

### 투자 기업
- 전진중공업: 2009년 전진중공업 지분을 920억원에 인수하고, 2018년에 2542억원에 매각하였다.
- 동부대우전자
- LG실트론
- 동부익스프레스: 동원산업에 매각하였다.